# The Amateur Burglar (film 1911)
The Amateur Burglar è un cortometraggio muto del 1911 diretto da Lewin Fitzhamon.

## Trama
Un corteggiatore finge di essere un ladro per impressionare una ragazza.

## Produzione
Il film fu prodotto dalla Hepworth.

## Distribuzione
Distribuito dalla Hepworth, il film - un cortometraggio di 175,26 metri - uscì nelle sale cinematografiche britanniche nel maggio 1911.
Si conoscono pochi dati del film che, prodotto dalla Hepworth, fu distrutto nel 1924 dallo stesso produttore, Cecil M. Hepworth. Fallito, in gravissime difficoltà finanziarie, il produttore pensò in questo modo di poter almeno recuperare il nitrato d'argento della pellicola.